# Brandon Borrello
Brandon Joel Gaetano Borrello (* 25. Juli 1995 in Adelaide) ist ein australischer Fußballspieler. Momentan steht er in der australischen A-League Men bei den Western Sydney Wanderers bis 2027 unter Vertrag.

## Karriere

### Verein
Borrello kam 2011 aus Adelaide von den Modbury Jets zu Brisbane Roar, für die er in den folgenden drei Spielzeiten in der National Youth League spielte. Dabei wurde er in der Spielzeit 2013/14 vom australischen Verband als bester Spieler der Nachwuchsliga ausgezeichnet, und auch vereinsintern als bester Spieler des Nachwuchsteams geehrt. In der Saison 2013/14 gab er bei einem 3:0-Heimerfolg gegen Melbourne Heart unter Trainer Mike Mulvey auch sein Debüt in der A-League, im Saisonverlauf kam er als Einwechselspieler zu insgesamt sechs Einsätzen. In den Play-offs, die Brisbane als Meister abschloss, blieb er ohne Einsatz.
In den folgenden drei Spielzeiten war Borrello zumeist Stammspieler auf der rechten Außenbahn bei Brisbane und qualifizierte sich in allen drei Jahren für die Meisterschafts-Play-offs, ein Einzug in das Endspiel gelang allerdings nicht. In jeder Spielzeit wurde er dabei für die Auszeichnung zum Young Footballer of the Year nominiert. Erstmals im März 2015, erneut im Oktober 2015, als er nach vier Spieltagen die Torschützenliste mit vier Toren anführte, bis Saisonende kam allerdings nur noch ein weiterer Treffer hinzu. Dafür unterschrieb er aber in jener Saison im Februar 2016 seinen ersten Profivertrag. Bis zu diesem Zeitpunkt hatte Borrello lediglich mit einem Jugendspielervertrag ausgestattet bereits 49 Pflichtspiele für Brisbane bestritten, darunter auch sechs Partien in der AFC Champions League 2015, in der er mit seinem 1:0-Siegtreffer gegen die Urawa Red Diamonds für den ersten Champions-League-Sieg des Klubs sorgte. Eine weitere Nominierung verdiente er sich im Januar 2017, als er in der Qualifikation zur Gruppenphase der AFC Champions League 2017 zunächst vier Treffer bei einem 6:0-Sieg gegen den philippinischen Verein Global FC erzielte und in der darauf folgenden Runde mit einem Tor und einer Torvorlage wesentlichen Anteil an einem 2:0-Sieg gegen den chinesischen Klub Shanghai Shenhua um den Starspieler Carlos Tévez hatte und sich Brisbane damit für die Gruppenphase der Champions League qualifizierte. Die jährliche Auszeichnung ging letztlich allerdings an andere Spieler, 2015 gewann James Jeggo, 2016 und 2017 erhielt sein Mannschaftskollegen Jamie Maclaren den Titel.
Im Mai 2017 unterzeichnete Borrello einen Dreijahresvertrag beim deutschen Zweitligisten 1. FC Kaiserslautern, kurz zuvor war bereits sein Sturmpartner Maclaren zum SV Darmstadt 98 und damit ebenfalls in die 2. Bundesliga gewechselt. Die Ablösesumme soll laut Medienberichten bei 150.000 Euro gelegen haben.
Am 9. Februar 2018 erzielte er beim 3:1-Sieg gegen Holstein Kiel seinen ersten Treffer im Dress des FCK, als er in der 2. Spielminute zum 1:0 einschoss.
Zur Saison 2018/19 wechselte Borrello – trotz eines im April erlittenen Kreuzbandrisses – in die Bundesliga zum SC Freiburg.
Am 1. September 2020 wechselte er auf Leihbasis für ein Jahr zu Fortuna Düsseldorf in die 2. Bundesliga.
Ausgestattet mit einem Zweijahresvertrag wechselte Borrello im Sommer 2021 zum Zweitligaaufsteiger Dynamo Dresden. Die Ablösesumme soll 250.000 Euro betragen haben.
Nach Dresdens Abstieg in die 3. Liga infolge der Niederlage gegen seinen ehemaligen Verein, den 1. FC Kaiserslautern in der Relegation, verließ er den Verein ablösefrei und ging zurück nach Australien, wo er sich den Western Sydney Wanderers anschloss.

### In der Nationalmannschaft
Mit australischen Nachwuchs-Nationalteams nahm er 2014 und 2016 an kontinentalen Meisterschaften teil. Bei der U-19-Asienmeisterschaft 2014 scheiterte er mit dem Team aufgrund der schlechteren Tordifferenz in der Gruppenphase und auch bei der U-23-Asienmeisterschaft 2016 endete die Teilnahme bereits in der Vorrunde, womit zugleich die Qualifikation für das olympische Turnier in Brasilien verpasst wurde. Im Juni 2019 gab er per Einwechslung in einem Freundschaftsspiel gegen Südkorea sein Debüt für die australischen A-Nationalelf.

## Privates
Borrellos Großvater väterlicherseits kommt aus Kalabrien. Während seiner Zeit bei Dynamo Dresden wohnte mit seiner Freundin in Dresden-Altstadt.